# Джилорту
Джилорту (рум. Gilortu) — село у повіті Горж в Румунії. Входить до складу комуни Бренешть.
Село розташоване на відстані 208 км на захід від Бухареста, 43 км на південний схід від Тиргу-Жіу, 46 км на північний захід від Крайови.

## Населення
За даними перепису населення 2002 року у селі проживали 375 осіб, з них 374 особи (99,7%) румунів. Рідною мовою 374 особи (99,7%) назвали румунську.